# Ортоарсенатна кислота
О́ртоарсена́тна кислота — триосновна неорганічна кислота середньої сили складу H3AsO4, трохи слабша за ортофосфатну. Має вигляд білих прозорих кристалів. Розчинна у воді та спирті, осаджується із розчину у формі гемігідрату 2H3AsO4·H2O. Отруйна.
Кислота використовується при виробництві дезінфікуючих засобів, інсектицидів та скла.

## Хімічні властивості
У водному розчинні арсенатна кислота дисоціює:
H3AsO4  H2AsO−
4 + H+ (K1 = 6,3 ×10−3)
H2AsO−
4  HAsO2−
4 + H+ (K2 = 1,2 × 10−7)
HAsO2−
4  AsO3−
4 + H+ (K3 = 3,2 × 10−12)
Відповідно можливе утворення трьох рядів солей (арсенатів), наприклад для натрію: Na3AsO4, Na2HAsO4 та NaH2AsO4. Арсенати нерозчинні у воді, за винятком солей лужних металів і амонію.
Арсенат-іон має форму тетраедра, в центрі якого знаходиться атом Арсену, довжина зв'язків As—O 0,175 нм. Якісною реакцією на арсенат-іон є осадження іонами срібла з нейтрального або слаболужного розчину з утворенням арсенату срібла (Ag3AsO4) коричневого кольору.

## Отримання
Арсенатну кислоту можна отримати, розчинивши оксид арсену (V) у воді:
As2O5 + 3H2O → 2H3AsO4
Проте частіше миш'якову кислоту отримують дією концентрованої нітратної кислоти (HNO3) на As або As2O3:
3As2O3 + 4HNO3 → 6H3AsO4 + 4NO.